# Idrottsföreningen Kamraterna Göteborg 2024
Questa voce raccoglie le informazioni riguardanti l'Idrottsföreningen Kamraterna Göteborg, meglio conosciuto come IFK Göteborg, nelle competizioni ufficiali della stagione 2024.

## Maglie e sponsor
Le divise presentano nuovamente sia il logo di Craft come sponsor tecnico (quinto anno) che quello di Serneke come main sponsor (sesto anno).

La prima maglia è composta dalle tradizionali righe verticali blu e bianche, mentre il secondo kit è prevalentemente giallo con inserti blu e bianchi. È stato utilizzato anche un terzo kit, composto da una maglia prevalentemente arancione che richiama una tonalità già utilizzata in passato, come ad esempio nel 1997 quando il club batté 3-0 i Rangers in casa in un turno preliminare di Champions League. Essa è accompagnata da pantaloncini e calzettoni blu.
| Casa | Trasferta | Terza divisa |  |

## Rosa
| N. |                      | Ruolo | Calciatore                      |
| -- | -------------------- | ----- | ------------------------------- |
| 1  | Svezia (bandiera)    | P     | Pontus Dahlberg                 |
| 2  | Svezia (bandiera)    | D     | Emil Salomonsson                |
| 3  | Svezia (bandiera)    | D     | August Erlingmark               |
| 4  | Svezia (bandiera)    | D     | Mattias Johansson               |
| 4  | Ghana (bandiera)     | D     | Rockson Yeboah                  |
| 5  | Svezia (bandiera)    | C     | Sebastian Ohlsson               |
| 6  | Norvegia (bandiera)  | D     | Anders Trondsen                 |
| 7  | Svezia (bandiera)    | A     | Oscar Pettersson                |
| 8  | Danimarca (bandiera) | C     | Andreas Pyndt                   |
| 8  | Danimarca (bandiera) | D     | Jonas Bager                     |
| 9  | Danimarca (bandiera) | A     | Laurs Skjellerup                |
| 10 | Svezia (bandiera)    | A     | Hussein Carneil                 |
| 11 | Svezia (bandiera)    | A     | Paulos Abraham                  |
| 12 | Norvegia (bandiera)  | P     | Jacob Karlstrøm                 |
| 13 | Svezia (bandiera)    | D     | Gustav Svensson (vice capitano) |
| 14 | Svezia (bandiera)    | A     | Gustaf Norlin                   |

| N. |                      | Ruolo | Calciatore                |
| -- | -------------------- | ----- | ------------------------- |
| 15 | Danimarca (bandiera) | D     | Sebastian Hausner         |
| 16 | Danimarca (bandiera) | C     | David Kruse               |
| 16 | Svezia (bandiera)    | A     | Linus Carlstrand          |
| 17 | Svezia (bandiera)    | D     | Oscar Wendt (capitano)    |
| 19 | Albania (bandiera)   | A     | Arbnor Muçolli            |
| 20 | Nigeria (bandiera)   | A     | Suleiman Abdullahi        |
| 21 | Svezia (bandiera)    | C     | Adam Carlén               |
| 22 | Danimarca (bandiera) | A     | Nikolai Baden Frederiksen |
| 23 | Islanda (bandiera)   | C     | Kolbeinn Þórðarson        |
| 25 | Svezia (bandiera)    | P     | Elis Bishesari            |
| 26 | Svezia (bandiera)    | C     | Benjamin Brantlind        |
| 28 | Svezia (bandiera)    | C     | Lucas Kåhed               |
| 29 | Danimarca (bandiera) | D     | Thomas Santos             |
| 30 | Mali (bandiera)      | C     | Malick Yalcouyé           |
| 30 | Svezia (bandiera)    | C     | Ramon Pascal Lundqvist    |
| 34 | Norvegia (bandiera)  | P     | Anders Kristiansen        |

## Risultati

### Allsvenskan

#### Girone di andata
| Arbitro: | Glenn Nyberg |

|             |           |                                                             |
| Abraham 84’ | Marcatori | 39’ (rig.) Danielson 45+7’ Bergvall 72’ Tenho 76’ Gulliksen |

| Arbitro: | Victor Wolf |

|           |           |  |
| Baffoe 2’ | Marcatori |  |

| Arbitro: | Joakim Östling |

|  |           |             |
|  | Marcatori | 46’ Muçolli |

| Arbitro: | Adam Ladebäck |

|             |           |                |
| Abraham 40’ | Marcatori | 33’ Traustason |

| Arbitro: | Kristoffer Karlsson |

|  |           |               |
|  | Marcatori | 45+6’ Layouni |

| Arbitro: | Oscar Johnson |

|  |           |                                       |
|  | Marcatori | 5’ Santos 64’ Skjellerup 83’ Yalcouyé |

| Arbitro: | Victor Wolf |

|                                  |           |               |
| Henriksson 33’ Ahl Holmström 76’ | Marcatori | 90+4’ Abraham |

| Arbitro: | Mohammed Al-Hakim |

|  |           |                                        |
|  | Marcatori | 34’ Botheim 42’ Rieks 88’ Berg Johnsen |

| Arbitro: | Kristoffer Karlsson |

|                          |           |                            |
| Milleskog 35’ Salech 70’ | Marcatori | 63’ Pettersson 75’ Abraham |

| Arbitro: | Glenn Nyberg |

|            |           |  |
| Norlin 89’ | Marcatori |  |

| Arbitro: | Victor Wolf |

|                                                                         |           |                          |
| Faraj 34’ Salétros 67’ Svensson 75’ (aut.) Beširović 90+4’ Pittas 90+7’ | Marcatori | 26’ Pettersson 51’ Wendt |

| Arbitro: | Adam Ladebäck |

|            |           |  |
| Norlin 34’ | Marcatori |  |

| Arbitro: | Mohammed Al-Hakim |

|                        |           |  |
| Kalu 53’ Zeljkovic 57’ | Marcatori |  |

| Arbitro: | Joakim Östling |

|  |           |             |
|  | Marcatori | 23’ Abraham |

| Arbitro: | Fredrik Klitte |

|             |           |              |
| Abraham 48’ | Marcatori | 90+9’ Boudah |

#### Girone di ritorno
| Arbitro: | Granit Maqedonci |

|                                       |           |                                                        |
| Svensson 2’ Muçolli 73’ Þórðarson 88’ | Marcatori | 45+2’ Vasić 52’ Fritzson 64’ Vasić 75’ (aut.) Svensson |

| Arbitro: | Kristoffer Karlsson |

|             |           |            |
| Ståhl 90+2’ | Marcatori | 59’ Santos |

| Göteborg 10 agosto 2024, ore 17:30 18ª giornata | IFK Göteborg  | 0 – 0 referto | IFK Värnamo | Gamla Ullevi (15 761 spett.)\| Arbitro: \| Adam Ladebäck \| |
| Arbitro:                                        | Adam Ladebäck |               |             |                                                             |

| Arbitro: | Fredrik Klitte |

|                |           |             |
| Carlstrand 72’ | Marcatori | 52’ Persson |

| Arbitro: | Joakim Östling |

|                                 |           |            |
| Baidoo 33’ Holten 58’ Qasem 66’ | Marcatori | 87’ Norlin |

| Arbitro: | Oscar Johnson |

|  |           |              |
|  | Marcatori | 90+11’ Erabi |

| Arbitro: | Joakim Östling |

|                                        |           |                                         |
| Youssef 39’ Lindberg 53’ Youssef 90+6’ | Marcatori | 33’ Abraham 41’ Lundqvist 57’ Lundqvist |

| Arbitro: | Granit Maqedonci |

|               |           |            |
| Lundqvist 89’ | Marcatori | 78’ Agnero |

| Arbitro: | Mohammed Al-Hakim |

|            |           |            |
| Boudah 66’ | Marcatori | 21’ Norlin |

| Arbitro: | Joakim Östling |

|                              |           |  |
| Þórðarson 36’ Skjellerup 62’ | Marcatori |  |

| Arbitro: | Fredrik Klitte |

|  |           |                             |
|  | Marcatori | 33’ Svensson 48’ Skjellerup |

| Arbitro: | Oscar Johnson |

|             |           |                                      |
| Ohlsson 88’ | Marcatori | 30’ Beširović 90+6’ Tiedemann Hansen |

| Arbitro: | Glenn Nyberg |

|                   |           |                |
| Ali 59’ Bolin 78’ | Marcatori | 25’ Skjellerup |

| Arbitro: | Kristoffer Karlsson |

|                 |           |              |
| Þórðarson 45+1’ | Marcatori | 78’ Hallberg |

| Arbitro: | Victor Wolf |

|              |           |  |
| Stroud 45+4’ | Marcatori |  |

### Svenska Cupen 2023-2024

#### Gruppo 4
| Arbitro: | Erik Mattsson |

|                                            |           |                                                             |
| Fellrath 11’ (rig.) Tahan 20’ Fellrath 73’ | Marcatori | 29’ Muçolli 53’ Santos 90+3’ (rig.) Muçolli 90+5’ Þórðarson |

| Arbitro: | Kristoffer Karlsson |

|            |           |  |
| Norlin 85’ | Marcatori |  |

| Arbitro: | Joakim Östling |

|                                        |           |  |
| Gulliksen 76’ Hümmet 81’ Sabovic 90+3’ | Marcatori |  |

### Svenska Cupen 2024-2025
| Arbitro: | Per Melin |

|  |           |                          |
|  | Marcatori | 55’ Erlingmark 60’ Kåhed |